# Ignorance (Sacred Reich)
Ignorance è il primo album della band thrash metal statunitense Sacred Reich, pubblicato nel 1987.

## Il disco
Ignorance esce nel pieno periodo della musica thrash metal. A differenza di molte altre band del genere i Sacred Reich sono pacifici e con i loro testi vanno contro a guerra e nazismo con canzoni come Death Squad o la title track Ignorance.

## Tracce
1. Death Squad
2. Victim of Demise
3. Layed to Rest (instrumental)
4. Ignorance
5. No Believers
6. Violent Solutions
7. Rest in Peace
8. Sacred Reich
9. Administrative Decisions

Nel 2007 è uscito un box-set contenente le versioni rimasterizzate di Ignorance e di Surf Nicaragua con l'aggiunta di un DVD con l'esibizione live dei Sacred Reich al Dynamo Open Air del 1989, interviste e il videoclip di Ignorance. La nuova versione di Ignorance presenta 3 cover come bonus track:
1. Rapid Fire (Judas Priest cover)
2. The Big Picture (MDC cover)
3. Sweet Leaf (Black Sabbath cover)

In Rapid Fire il cantante Rob Halford (Judas Priest) canta un pezzo di canzone.

## Formazione
- Phil Rind - basso e voce
- Wiley Arnett - chitarra solista
- Jason Rainey - chitarra ritmica
- Greg Hall - batteria